# Моммзен, Карл
Карл Моммзен (нем. Karl Mommsen; 19 апреля 1861, Берлин — 18 июля 1922) — директор немецкого банка и член германского рейхстага.

## Семья
Карл Моммзен — 1 из 5 детей Теодора Моммзена и Мари Реймер. Сын — Вильгельм Моммзен.

## Биография
Родился 19 апреля 1861 года. В университетах Берлина и Мюнхена он изучал право. В 1883-1884 во время учёбы он стал членом «Academic Liedertafel Berlin». В 1885 он стал стажёром-юристом, а к 1890 судебным заседателем. В 1891 Моммзен стал штатным юристом, английской газовой компании в Берлине. В 1894 стал юрисконсультом в «Siemens & Halske» и членом городского совета в Берлине. К 1987 он стал директором берлинского банка "Mitteldeutsche Creditbank ", а в 1906 его избрали членом торговой берлинской палаты.
С 1903 по 1912 Моммзен был членом Рейхстага Германии от округа города Данциг до Либеральной ассоциации. Между 1912 и 1918 годами он был членом прусской палаты представителей, в которой он представлял избирательный округ Берлина.